# 청춘무곡
청춘무곡(靑春舞曲)은 위구르족의 전통 민요로서 청춘은 날아가버린 새와 같다는 노랫말을 담고 있다. 중국의 음악가인 왕뤄빈(王洛賓)이 가사의 중국어 번역, 채보를 맡았다.

## 가사
太陽下山明天依舊爬上來
花兒謝了明年還是一樣的開
美麗小鳥一去無影蹤
我的青春小鳥一樣不回來
我的青春小鳥一樣不回來
別的哪呀呦 我的青春小鳥一樣不回來
別的哪呀呦 我的青春小鳥一樣不回來